# Angelo Lipari
Angelo Lipari (Roma, 1825 – Teramo, 29 luglio 1882) è stato un patriota e prefetto italiano.
Nominato nel 1848 dal nuovo governo di Roma come scrittore dei Consigli deliberandi e presso l'Assemblea costituente, con la restaurazione fu processato ed incarcerato. Esule in Piemonte fu istitutore, maestro di scuola, redattore di giornali rivoluzionari a Torino, Cuneo e Parigi, dove si trovava nel 1859. Con l'Unità d'Italia fu nominato segretario nell'intendenza di Comacchio, quindi nel 1865 fu nominato ispettore di Questura, l'anno successivo sottoprefetto di Isernia. Nel 1870 in prossimità della breccia di Porta Pia, venne nominato dal ministro Lanza nel suo gabinetto, e fu mandato a reggere la Questura di Roma, arginando i fatti di sangue provocati dalla polizia pontificia. Nel 1875 fu nominato prefetto di Belluno, quindi di Lucca, ed infine di Teramo, dove giunse nel 1877.